# 1992年8月逝世人物列表
1992年逝世人物列表：1月 - 2月 - 3月 - 4月 - 5月 - 6月 - 7月 - 8月 - 9月 - 10月 - 11月 - 12月
1992年8月逝世人物列表，是用於匯總1992年8月期間逝世人物的列表。

## 依日期排序

### 1日
- 瑪格麗塔·阿裡格，76歲，俄羅斯作家。[1]
- 奇科·阿爾瓦萊斯（Alfred “Chico” Alvarez），72歲，加拿大小號手。[2]
- 鲍勃·皮克，65歲，美國插畫家。[3]
- 阿列克謝·康斯坦丁諾維奇·梁讚諾夫（Aleksey Konstantinovich Ryazanov） ，72歲，二戰期間蘇聯飛行王牌和戰爭英雄。

### 2日
- 蜜雪兒·伯傑，44歲，法國創作型歌手，心臟病發作。
- 湯姆·布萊克本（Tom W. Blackburn），79歲，美國作家、編劇和作詞家。[4]
- 阿爾夫·克萊維利，84歲，紐西蘭拳擊手和奧運選手。[5]
- 奧斯卡·哈格伯格 （Oscar Hagberg），83歲，美式橄欖球運動員和教練。
- 以法蓮·卡茨，60歲，以色列裔美國電影製片人和作家，肺氣腫。[6]
- 伊戈爾·弗拉基米羅維奇·馬凱耶夫（Igor Vladimirovich Makeyev），20歲，亞塞拜然士兵，在戰鬥中陣亡。
- 湯瑪斯·布倫南·諾蘭，91歲，美國地質學家。[7]
- 約翰·西默森，57歲，美國橄欖球運動員。[8]
- 吉姆·韋瑟羅爾，62歲，美式橄欖球運動員。[9]

### 3日
- Ebbe Carlsson，44歲，瑞典記者和出版商，愛滋病相關併發症。[10]
- Fereydoun Farrokhzad，53歲，伊朗藝人、人道主義者和持不同政見者，被謀殺。[11]
- 王洪文，56歲，中國政治家，肝癌。[12]
- Don Lang，67歲，英國長號手和歌手，癌症。[13]
- E. Hansford McCourt，83歲，美國政治家。
- 尼卡諾爾·科斯塔·門德斯，69歲，阿根廷外交官。
- 中村哲，83歲，日本電影演員和歌劇歌手。
- 埃迪·裡斯卡，72歲，美國籃球運動員。[14]

### 4日
- 拉爾夫·庫珀（Ralph Cooper），84歲，美國演員和編劇，癌症。[15]
- 諾姆·金，73歲，澳大利亞政治家。[16]
- 松本清张，82歲，日本作家。[17]
- 方濟各·托馬塞克，93歲，捷克羅馬天主教樞機主教。[18]

### 5日
- 胡安·大衛·加西亞·巴卡（Juan David García Bacca），91歲，西班牙-委內瑞拉哲學家。[19]
- Tante Leen，80歲，荷蘭 levenslied 歌手。
- 羅伯特·瑪律登，70歲，紐西蘭政治家、總理（1975—1984年）。[20]
- Achyut Patwardhan，87歲，印度獨立活動家和政治家。
- Jeff Porcaro，38歲，美國鼓手（Toto），心臟病發作。[21]
- Bhagat Puran Singh，88歲，印度作家、環保主義者和慈善家。
- 萊夫提·威爾基，77歲，加拿大裔美國棒球運動員。[22]

### 6日
- 貝勒·阿加耶夫（Beyler Agayev），23歲，亞塞拜然士兵和戰爭英雄，在行動中陣亡。
- Simcha Bunim Alter，94歲，以色列東正教拉比。
- 海因里希·埃克斯坦（Heinrich Eckstein），85歲，德國政治家。[23]
- 弗蘭克·傑瓦（Frank Jerwa），83歲，波蘭裔加拿大冰球左邊鋒。[24]
- 扎基爾·馬吉多夫（Zakir Majidov），36歲，亞塞拜然士兵，直升機墜毀。
- 魯斯蘭·波洛文科（Ruslan Polovinko），22歲，烏克蘭裔亞塞拜然直升機飛行員，直升機墜毀。
- Javanshir Rahimov，19歲，亞塞拜然士兵，直升機墜毀。
- 馬扎希爾·魯斯塔莫夫（Mazahir Rustamov），32歲，亞塞拜然士兵和戰爭英雄，在行動中陣亡。
- 馬西莫·薩爾瓦多里（Massimo Salvadori），84歲，英裔義大利歷史學家和反法西斯主義者。

### 7日
- 阿拉克巴爾·阿利耶夫（Alakbar Aliyev），36歲，亞塞拜然士兵和戰爭英雄，在行動中陣亡。
- 約翰·安德森，69歲，美國演員（《驚魂記》、《八男出》、《麥吉弗》），心臟病發作。[25]
- Aslan Qabil oğlu Atakişiyev，38歲，亞塞拜然軍官和戰爭英雄，在行動中陣亡。
- Leszek Błażyński，43歲，波蘭拳擊手和奧運獎牌得主，自殺。[26]
- 巴勃羅·庫莫（Pablo Cumo），94歲，阿根廷演員。
- Mariusz Dmochowski，61歲，波蘭演員。
- 莫瑪·瑪律科維奇，79歲，塞爾維亞共產主義政治家。
- 弗朗西斯科·费尔南德斯·奥多涅斯（Francisco Fernández Ordóñez），62歲，西班牙政治家，癌症。[27]
- 桑多爾·薩博（Sándor Szabó），51歲，匈牙利擊劍運動員和奧運選手。[28]
- 伯特霍爾德·特斯納，85歲，澳大利亞政治家。

### 8日
- Abu al-Qasim al-Khoei，92歲，伊朗 Marja'。[29]
- 伊萬·阿尼克耶夫，59歲，蘇聯宇航員，癌症。
- 艾莉森·格茨（Alison Gertz），26歲，美國愛滋病活動家。[30]
- Mohan Jayamaha，43歲，斯裡蘭卡海軍上將，地雷爆炸。
- Denzil Kobbekaduwa，52歲，斯里蘭卡中將，地雷爆炸。
- 約翰·科迪奇，27歲，加拿大冰球運動員（蒙特利爾加拿大人隊、多倫多楓葉隊、華盛頓首都隊），藥物過量。[31]
- 埃吉斯托·馬奇（Egisto Macchi），64歲，義大利作曲家。[32]
- Thomas J. McIntyre，77歲，美國政治家，美國參議院議員（1962—1979年）。[33]
- 保普·拜尔陶隆，78歲，匈牙利擊劍運動員。[34]
- Vijaya Wimalaratne，51歲，斯裡蘭卡將軍，地雷爆炸。

### 9日
- Sukhdev Singh Babbar，37歲，印度錫克教激進分子，被槍殺。
- 派翠克·德夫林，德夫林男爵，86歲，英國法官。[35]
- 曼努埃爾·烏略亞·埃利亞斯（Manuel Ulloa Elias），69歲，秘魯政治家和經濟學家。
- Blaž Kraljević，44歲，波士尼亞士兵，被槍殺。[36]
- 大衛·盧埃林（David Llewellyn），76歲，英國政治家和初級部長。
- 比爾·拉塞爾，87歲，美國作曲家。[37]
- HW Whillock，88歲，美國政治家。[38]

### 10日
- 西蒙·阿格拉納特，85歲，以色列法學家。[39]
- Aribert Heim，78歲，奧地利黨衛軍醫生和二戰期間的戰犯，結直腸癌。
- Kurt A. Körber，82歲，德國商人。
- Adrienne J. Smith，58歲，美國心理學家，癌症。[40]
- SPP Thorat，85歲，印度陸軍軍官。

### 11日
- 詹姆斯·R·艾倫，66歲，美國空軍上將，癌症。[41]
- Dorsey B. Hardeman，89歲，美國政治家。
- 馬里奧·尼格羅，75歲，義大利畫家。[42]
- 伯納德·拉姆（Bernard Ramm），76歲，加拿大神學家。[43]

### 12日
- 愛德華多·安吉塔（Eduardo Anguita），77歲，智利詩人。[44]
- 約翰·凱奇，79歲，美國作曲家，中風。[45]
- 保羅·卡恰·多明尼奧尼（Paolo Caccia Dominioni），96歲，二戰期間的義大利士兵和抵抗戰士。
- 中上健次，46歲，日本小說家和散文家，腎癌。[46]
- 詹姆斯·埃爾斯沃思·諾蘭德，72歲，美國法官和政治家，美國眾議院議員（1949—1951年）。[47]
- 詹姆斯·佩恩，62歲，美國佈景師（《毒刺》、《耳光》、《愛之船》），奧斯卡獎得主（1974 年）。
- 羅瑟米爾子爵夫人派特裡夏·哈姆斯沃斯（Patricia Harmsworth,Viscountess Rothermere），63歲，英國女演員和社交名媛，心臟病發作。
- Henry A. Schade，91歲，美國海軍軍官和海軍建築師。

### 13日
- 克利福德·艾利森（Clifford Allison），27歲，美國賽車手，賽車事故。
- 貝茨·德肯斯，85歲，荷蘭奧林匹克鐵餅投擲運動員（1928 年）。[48]
- Jan Elburg，72 歲，荷蘭詩人。[49]
- 大衛·卡普蘭（David Kaplan），44-45歲，美國記者和新聞製作人，被槍殺。

### 14日
- 哈里·艾伦，80歲，英國劊子手。
- 迪恩·金凱德（Deane Kincaide），81歲，美國爵士音樂家。
- 馬塞爾·勒格雷（Marcel Le Glay），72歲，法國歷史學家和考古學家。[50]
- Masinde Muliro，70歲，肯亞政治家。
- 諾拉·菲力浦斯，菲力浦斯男爵夫人，82歲，英國政治家。
- 森塔馬萊，57歲，印度演員。
- 約翰·西裡卡，88歲，美國法官，心臟驟停。[51]
- 托尼·威廉姆斯，64歲，美國歌手（The Platters），肺氣腫。[52]

### 15日
- 傑基·愛德華茲，53-54歲，牙買加音樂家，心臟病發作。[53]
- 琳達·勞本斯坦（Linda Laubenstein），45歲，美國醫生，心臟病發作。
- Ron Malo，56歲，美國音訊工程師。
- 喬治·佩拉斯卡（Giorgio Perlasca），82歲，義大利商人和反法西斯主義者，心臟病發作。[54]

### 16日
- 瑪律科姆·阿特伯里（Malcolm Atterbury），85歲，美國演員（《鳥》《蘋果之路》《北方皇帝》）。[55]
- 馬克·赫德，40歲，美國音樂家，心臟驟停。
- 羅伯特·邁爾斯（Robert E. Miles），67歲，美國白人至上主義神學家，宗教領袖。
- 伊馮·西蒙（Yvonne Simon），81歲，法國賽車手。[56]
- 卡爾·斯托克，78歲，德國鏈球運動員和奧運獎牌得主。[57]
- Antoni Wieczorek，68歲，波蘭跳臺滑雪運動員和奧運選手，交通事故。[58]

### 17日
- Jéhan Le Roy，68歲，法國奧林匹克馬術運動員（1960 年）。[59]
- 芭芭拉·摩根（Barbara Morgan），92歲，美國攝影師。[60]
- 約翰·麥克萊，第一代繆爾希爾子爵，86歲，英國政治家。
- 湯姆·諾蘭，71歲，愛爾蘭政治家。
- Tommy Nutter，49歲，英國時裝設計師，愛滋病。[61]
- 阿爾·派克，40歲，美國色情演員、製片人和導演，愛滋病相關併發症。
- 特克拉·聖安德列斯·齊加，85歲，菲律賓政治家。
- 斯坦利·伍德沃德（Stanley Woodward），93歲，美國特使兼大使。[62]

### 18日
- Simon Hartog，52歲，英國電影製片人，白血病。[63]
- 克裡斯·麥坎德利斯，24歲，美國冒險家，饑餓，中毒。
- Sixten Ringbom，57歲，芬蘭藝術史學家。[64]
- 約翰·斯特吉斯，82歲，美國電影導演（《七俠》、《大逃亡》、《黑岩的糟糕一天》），心臟病發作，心力衰竭。[65]

### 19日
- Jean Accart，80歲，二戰期間法國王牌飛行員。[66]
- 克萊德·艾德曼（Clyde D. Eddleman），90歲，美國將軍。[67]
- Jean-Albert Grégoire，93歲，法國賽車手和工程師。[68]
- Jean Hubeau，75歲，法國鋼琴家、作曲家和教育家。[69]
- Drahomír Koudelka，46歲，捷克奧林匹克排球運動員（1968 年）。[70]
- Norvel Lee，67歲，美國奧林匹克拳擊手（1952 年），胰腺癌。[71]
- 喬治·麥克萊斯，84歲，加拿大政治家。
- 卡斯滕·溫格，85歲，挪威演員。

### 20日
- 埃利澤·貝爾科維茨（Eliezer Berkovits），83歲，羅馬尼亞裔美國神學家和拉比。[72]
- 沃爾特·格拉布曼（Walter Grabmann），86歲，二戰期間的德國飛行王牌。
- 沃爾特·林肯·霍金斯（Walter Lincoln Hawkins），81歲，美國化學家和工程師。[73]
- 亞歷克斯·麥肯齊（Alex McKenzie），95歲，紐西蘭股票經紀人和政治家。
- 劉震，77歲，中國將軍。

### 21日
- 西奧多·伯傑，87歲，奧地利作曲家。[74]
- 哈裡·卡斯基，90歲，美國奧林匹克速滑運動員（1924 年）。[75]
- 伊西德羅·蘭加拉，80歲，西班牙足球運動員。
- Arturo Martínez，74歲，墨西哥電影演員和導演。
- Zühtü Müridoğlu，86歲，土耳其雕塑家。
- 戴·弗農，98歲，加拿大魔術師。[76]
- 邁克·懷斯，28歲，美國橄欖球運動員，自殺。[77]

### 22日
- Mark E. Andrews，88歲，美國石油高管，中風後併發症。[78]
- Hallowell Davis，95歲，美國生理學家和耳鼻喉科醫生。[79]
- Paul A. Dodd，90歲，美國教育家和經濟學家。[80]
- 傑拉爾德·凱徹姆（Gerald Ketchum），83歲，美國海軍軍官。
- 柳博米爾·科克扎，72歲，克羅埃西亞足球運動員。[81]
- 魯斯蘭·穆拉多夫（Ruslan Muradov），19歲，亞塞拜然士兵和戰爭英雄，在行動中陣亡。

### 23日
- David Hallifax，64歲，英國海軍軍官，ALS。[82]
- 喬·馬可尼，58歲，美國橄欖球運動員，白血病。[83]
- 查理斯·奧古斯特·尼科爾斯（Charles August Nichols），81歲，美國動畫師和電影導演。
- 西里爾·拉什頓（Cyril Rushton），69歲，澳大利亞政治家。
- 佛吉尼亞·塞爾，93歲，美國女演員，心力衰竭。[84]
- 唐納德·斯圖爾特（Donald Stewart），71歲，蘇格蘭政治家。[85]
- N. Veeraswamy，60歲，印度電影製片人。
- 阿尔夫·沃森（Alf Watson），85歲，澳大利亞田徑運動員和奧運選手。[86]
- 吉姆·楊（Jim Young），76歲，愛爾蘭投擲運動員和蓋爾足球運動員。

### 24日
- 貝科爾·阿肖特（Bekor Ashot），32歲，亞美尼亞軍事領袖，在戰鬥中陣亡。
- 安德列·唐納（André Donner），74歲，荷蘭法學家。[87]
- 喬治·鐘斯，95歲，澳大利亞空軍司令。[88]
- 瑪吉·李斯特，83歲，美國女演員，癌症。
- Larrie Londin，48歲，美國鼓手，心臟病發作。
- 安德列·盧潘，80歲，摩爾多瓦作家和政治家。[89]
- 尤尼斯·納賈福夫（Yunis Najafov），24歲，亞塞拜然士兵和戰爭英雄，在行動中陣亡。
- Lazăr Sfera，83歲，羅馬尼亞足球運動員。[90]

### 25日
- 尼爾·斯坦利·克勞福德（Neil Stanley Crawford），61歲，加拿大政治家和爵士音樂家，ALS。
- George R. Nelson，65歲，美國佈景師（《教父》第二部、《現代啟示錄》、《正確的東西》），奧斯卡獎得主（1975 年）。
- 弗雷德里克·奧尼爾（Frederick O'Neal），86歲，美國演員和電視導演。[91]
- Veikko Peräsalo，80歲，芬蘭運動員和奧運選手。[92]
- 西里爾·斯坦利·史密斯（Cyril Stanley Smith），88歲，英國冶金學家和科學歷史學家，癌症。[93]

### 26日
- 亞瑟·利·艾倫（Arthur Leigh Allen），58歲，黃道十二宮殺人案的主要嫌疑人。
- 薩米·本斯金，69歲，美國鋼琴家。[94]
- 鮑勃·德·莫爾（Bob de Moor），66歲，比利時漫畫家。[95]
- 阮氏定，72歲，越南陸軍上將兼副主席。
- 丹尼尔·戈伦斯坦，69歲，美國數學家。[96]
- 薩米·蒂姆伯格（Sammy Timberg），89歲，美國音樂家和作曲家。

### 27日
- 索夫奇亞爾·阿卜杜拉耶夫（Sovqiyar Abdullayev），23歲，亞塞拜然士兵和戰爭英雄，在行動中陣亡。
- 本特·霍爾貝克（Bengt Holbek），59歲，丹麥民俗學家。[97]
- 貢薩洛·希門尼斯，90歲，西班牙奧林匹克水球運動員（1928 年）。[98]
- 彼得·約根森，85歲，丹麥拳擊手和奧運獎牌得主。[99]
- 喬治·克爾（George H. Kerr），80歲，美國外交官。[100]
- Daniel K. Ludwig，95歲，美國航運商人。[101]
- Hélène Perdrière，82歲，法國舞臺和電影女演員。[102]
- Max Stiepl，78歲，奧地利奧林匹克速滑運動員（1936 年、1948 年）。[103]

### 28日
- 奧塔爾·達杜納什維利（Otar Dadunashvili），64歲，蘇聯和喬治亞自行車運動員，奧運選手。[104]
- 湯姆·德雷克-布羅克曼（Tom Drake-Brockman），73歲，澳大利亞政治家。
- 貝德維爾·路易斯·鐘斯，59歲，威爾士學者，文學評論家和語言學家。[105]
- Asri Muda，68歲，馬來西亞政治家。
- 谭其骧，81歲，中國地理學家、歷史學家。

### 29日
- 安迪·吉伯特，78歲，美國棒球運動員。[106]
- Félix Guattari，62歲，法國精神分析學家和哲學家，心臟病發作。[107]
- 海尼·海迪格，83歲，瑞士生物學家。
- 瑪麗·諾頓，88歲，英國作家（《借款人》）。[108]
- 埃爾林·彼得森，86歲，挪威政治家。
- 喬·安·羅賓遜（Jo Ann Robinson），80歲，美國民權活動家。
- 亨里克斯·羅爾，86歲，荷蘭畫家。[109]
- Victor H. Schiro，88歲，美國政治家。
- 泰迪·特納，75歲，英國演員（Never the Twain、Emmerdale、All Creatures Great and Small），肺氣腫。
- 翁翁，34歲，菲律賓演員，心臟病發作。

### 30日
- 克勞德·巴爾馬，73歲，法國導演和編劇。[110]
- 五社英雄，63歲，日本電影導演。[111]
- 恩斯特·伊赫貝（Ernst Ihbe），78歲，德國自行車運動員和奧運冠軍。[112]
- 魯本·烏里扎（Rubén Uriza），73歲，墨西哥障礙賽運動員和奧運冠軍。[113]

### 31日
- 馬特拉布·古利耶夫，33歲，亞塞拜然士兵和戰爭英雄，在行動中陣亡。
- 沃爾夫岡·居利希（Wolfgang Güllich），31歲，德國攀岩者，交通事故。
- Cletus F. O'Donnell，75歲，美國羅馬天主教主教。[114]
- 約翰·薩拉特（John Salathé），93歲，瑞士裔美國攀岩者。
- 喬治·倫納德·特拉格（George Leonard Trager），86歲，美國語言學家。[115]
- Charles L. Weltner，64歲，美國法學家和政治家。[116]
- 漢斯威默（Hans Wimmer），85歲，德國雕塑家。